# アックスボンバー
アックス・ボンバー（Axe Bomber）は、プロレス技の一種。日本名は斧爆弾（おのばくだん）。ホーガン・ハンマー（Hogan Hammer）とも呼ばれている。

## 概要
かつてハルク・ホーガンには強力な打撃技が無かったため、宿敵かつ盟友でもあるスタン・ハンセンのウエスタン・ラリアットを参考に開発。フォームは助走して片腕を「く」の字に折り曲げて相手の首に折り曲げた片腕を叩きつける。走ってくる相手へのカウンター式も使用している。
ラリアットは肘の内側を相手の首に叩きつける技であるが、ホーガンも肘を直角に曲げてエルボー・バットの破壊力を生かそうと考えたが、肘を曲げる手間がかかり、隙が大きくなってしまうのが欠点であった。その後、さらに研究を進め、相手をロープに振り、自分自身もその反動を利用し反対側のロープに振り返る。その間の時間に肘を曲げる隙をカバーして、向かってくる敵の顔面に直角に曲げた肘をラリアットのように相手の首に叩きつける形になった。また、直角に曲げたのは「ハンセンのラリアットとの違い」を出す苦肉の策だったともいわれて、ホーガンが有名レスラーになると直角に曲げずに「ラリアットと変わらない形」で使用することが多くなった（また、相手をロープに振る直前に「Axe Bomber」と叫んで予告することが多かった）。
なお、アックス・ボンバーはホーガンの主に日本におけるフィニッシュ・ムーブであり、アメリカではアックス・ボンバーは繋ぎ技として使用してランニング・レッグ・ドロップをフィニッシュ・ムーブにしている。
英語では本来「Bomber」の後ろの「b」は発音せず「ボマー」あるいは「バマー」のような音であるが、日本では表題のように言い慣わしており、ホーガン自身もリングで叫んでいる。

## 主な使用者
- ハルク・ホーガン
- ウルトラマンロビン - ウルトラ・ダイナマイトの名称で使用。
- 川畑輝鎮
- 大森隆男 - アッパーカット気味に打ち抜く改良型を使用。
- ディアブロ - 悪魔首折り弾の名称で使用。
- Gamma
- 丸藤正道 - 座っている相手へのスライディング式も使用。
- 岩佐拓 - ユニット「戸澤塾」所属時代は戸澤塾秘伝・豪腕の名称で使用していた。
- タイチ
- KAZMA SAKAMOTO - AXボンバーの名称で使用。
- 田村和宏
- ゼウス - バイセップス・エクスプロージョンの名称で使用。
- 風戸大智 - 爆発的なアックス・ボンバーの名称で使用。
- Yappy

## 派生技
レインメーカー
オカダ・カズチカのオリジナル技。相手の背後に回り込んで相手の腹部の方に左腕を回して、左手で掴んだ相手の右腕を引っ張った勢いで相手の顔を自身の方に振り向かせて、無防備になった相手の首目掛けて右腕でラリアットを叩きつけて相手の体をなぎ倒す。場合によってはアックス・ボンバーのように片腕を、ぶつける体勢になることもある。